# Oliver P. Echols

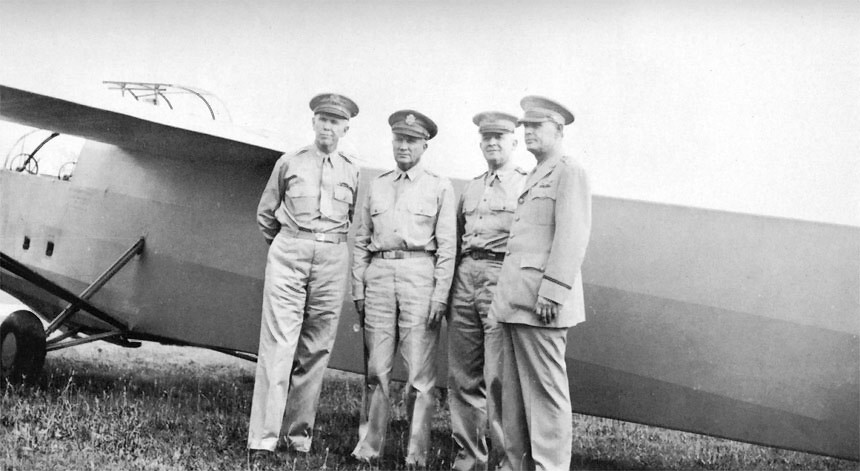
Oliver Echols längst till höger. Övriga från vänster är generalerna George C. Marshall, Henry H. Arnold och Frank. M. Andrews.

Oliver Patton Echols, född 4 mars 1892, död 15 maj 1954, var en amerikansk general under andra världskriget. 